# Patrick Segal
Pour les articles homonymes, voir Segal.
Patrick Segal, né à Épernay en 1947, est un écrivain, cinéaste, homme politique et ancien sportif français.

## Biographie

### Carrière
Sportif de haut niveau[évasif], un accident le prive de l'usage de ses jambes en 1972, alors qu'il n'a que vingt-quatre ans. Il reste dans le sport de haut niveau, notamment en faisant un tour du monde en fauteuil roulant (1976, raconté dans L'Homme qui marchait dans sa tête qui lui vaut le prix des Maisons de la Presse) ou en participant notamment aux Jeux paralympiques d'été de 1988 à Séoul. Après son accident, il participe à 25 marathons.
Concernant l'ouvrage L'homme qui marchait dans sa tête, le récit a été composé par Étienne de Monpezat, qui a fait un procès à Patrick Segal pour faire valoir ses droits moraux et financiers sur l’œuvre. L'affaire donna lieu à un arrêt de la cour d'appel de Paris qui fit jurisprudence (Étienne de Montpezat c. Éditions Flammarion et autres, Cour d'appel de Paris (1re chambre), 10 juin 1986).
En 1989, il est maire-adjoint de Paris, chargé des handicapés, puis délégué interministériel aux handicapés entre 1995 et 2002.
Il s'est consacré à la défense des personnes handicapées par ses œuvres (livres, films) et des actions humanitaires (pour Médecins du monde ou Handicap International dont il a été vice-président) ou politiques. En 2008, il est inspecteur général des affaires sociales ; durant ses missions gouvernementales, il s'occupe notamment avec Gilbert Montagné d'une mission concernant l'intégration des aveugles et mal-voyants.

### Vie privée
Divorcé en 1993 de la comédienne Catherine Leprince, il a deux enfants avec son épouse suivante.

## Œuvres
Livres
- 1977 : L'Homme qui marchait dans sa tête, Flammarion, 257 p.  (ISBN 2-08-060938-6)
  - 1980 : Le Livre de poche (no 5103), 316 p.  (ISBN 2-253-01959-3)
  - 2005 : J'ai lu (no 7814), 253 p.  (ISBN 2-290-34973-9)
- 1979 : Cinq ans sous les étoiles, Denoël, 111 p.
- 1979 : Viens la mort, on va danser, Flammarion, 233 p.
  - 1981 : Le Livre de poche (no 5589), 216 p.  (ISBN 2-253-02840-1)
- 1981 : Le Marathon : Dans la foulée du professeur Saillant, avec Alain Lunzenfichter et Jean Cormier, Denoël, 269 p.
- 1982 : Le Cheval de vent, Flammarion, 228 p.  (ISBN 2-08-064508-0)
  - 1985 : Le Livre de poche (no 6071), 249 p.  (ISBN 2-253-03684-6)
- 1985 : Quelqu'un pour quelqu'un, Flammarion, 292 p. (BNF 34776854)
  - 1987 : J'ai lu (no 2210), 308 p.  (ISBN 2-277-22210-0)
- 1987 : Paris-Dakar : Un évènement, un continent, des hommes, Xavier Richer, 121 p.  (ISBN 2-901151-25-6)
- 1990 : J'en ai rêvé, tu sais..., Flammarion, 274 p.  (ISBN 2-08-066441-7)
  - 1991 :  Le Livre de poche (no 7351), 316 p.  (ISBN 2-253-05842-4)
- 1992 : Le Royaume infini, Flammarion, 255 p.  (ISBN 2-08-066752-1)
- 1999 : Le Serment sur la colline, Flammarion, 306 p.  (ISBN 2-08-067754-3)
- 2004 : Le Cadeau des étoiles, Le Rocher, 239 p.  (ISBN 2-268-05208-7)
- 2005 : Vivre tout simplement, Flammarion, 267 p.  (ISBN 2-08-068761-1)

Films
- 1981 : La Nuit ensoleillée
- Où es-tu camarade ?